# Società Ginnastica Pro Lissone 1930-1931
Questa voce raccoglie le informazioni riguardanti la Società Ginnastica Pro Lissone nelle competizioni ufficiali della stagione 1930-1931.
La Pro Lissone scese in campo per tutta la stagione con una maglia a strisce verticali bianco-azzurre.

## Rosa
| N. |                   | Ruolo | Calciatore        |
| -- | ----------------- | ----- | ----------------- |
|    | Italia (bandiera) | A     | Luigi Arosio      |
|    | Italia (bandiera) | P     | Angelo Belloni    |
|    | Italia (bandiera) | C     | Pietro Casanova   |
|    | Italia (bandiera) | D     | Alessandro Cassar |
|    | Italia (bandiera) | A     | Mario Cesana      |
|    | Italia (bandiera) | C     | Felice Comelli    |
|    | Italia (bandiera) | A     | Armando Corsiglia |
|    | Italia (bandiera) | A     | Carlo Curti       |
|    | Italia (bandiera) | C     | Bassano Daccò     |
|    | Italia (bandiera) | D     | Franco Dell'Acqua |
|    | Italia (bandiera) | A     | Luigi Gelosa      |

| N. |                   | Ruolo | Calciatore        |
| -- | ----------------- | ----- | ----------------- |
|    | Italia (bandiera) | C     | Danilo Mariani    |
|    | Italia (bandiera) | C     | Felice Mariani    |
|    | Italia (bandiera) | D     | Angelo Meani      |
|    | Italia (bandiera) | P     | Antonio Micucci   |
|    | Italia (bandiera) | D     | Giordano Panzeri  |
|    | Italia (bandiera) | A     | Erminio Parmesani |
|    | Italia (bandiera) | A     | Mario Protti      |
|    | Italia (bandiera) | A     | Celso Rimoldi     |
|    | Italia (bandiera) | A     | Achille Sacchi    |
|    | Italia (bandiera) | A     | Domenico Torti    |

## Statistiche

### Statistiche di squadra
| Competizione    | Punti | In casa | In casa | In casa | In casa | In casa | In casa | In trasferta | In trasferta | In trasferta | In trasferta | In trasferta | In trasferta | Totale | Totale | Totale | Totale | Totale | Totale | DR |
| Competizione    | Punti | G       | V       | N       | P       | Gf      | Gs      | G            | V            | N            | P            | Gf           | Gs           | G      | V      | N      | P      | Gf     | Gs     | DR |
| --------------- | ----- | ------- | ------- | ------- | ------- | ------- | ------- | ------------ | ------------ | ------------ | ------------ | ------------ | ------------ | ------ | ------ | ------ | ------ | ------ | ------ | -- |
| Prima Divisione | 33    | 13      | 10      | 2       | 1       | 20      | 9       | 13           | 5            | 1            | 7            | 17           | 26           | 26     | 15     | 3      | 8      | 37     | 35     | +2 |

## Arrivi e partenze
| Acquisti | Acquisti          | Acquisti           | Acquisti   |
| -------- | ----------------- | ------------------ | ---------- |
| A        | Alessandro Cassar | Seregno            | definitivo |
| A        | Carlo Curti       | Sport Iris Milan   | definitivo |
| C        | Santino Fusari    | De Amicis (Milano) | definitivo |
| A        | Giuseppe Micucci  | Monza              | definitivo |
| A        | Erminio Parmesani | Milan              | definitivo |
| A        | Domenico Torti    | Gallaratese        | definitivo |

| Cessioni | Cessioni          | Cessioni             | Cessioni   |
| -------- | ----------------- | -------------------- | ---------- |
| ?        | Adriano Belicchi  | U.S. Agratese        | definitivo |
| D        | Enrico Bozzi      | ???                  | definitivo |
| C        | Guido Casiraghi   | Monza                | definitivo |
| D        | Ugo Cesana        | ???                  | definitivo |
| A        | Ferdinando Gelosa | fine carriera        | definitivo |
| A        | Ugo Mazzola       | ???                  | definitivo |
| .        | Mario Paolucci    | IV Novembre (Milano) | definitivo |
| A        | Arturo Robecchi   | Ferr.Nord-Edison     | definitivo |
| A        | Angelo Sforza     | Isotta Fraschini     | definitivo |
| P        | Cesare Viganò     | Villasanta           | definitivo |